# Трегубов Єлисей Кіпріянович
Єлисей Купріянович Трегубов  (14 лютого 1848, Полтава — 4 грудня 1920 (21 листопада за ст. ст), Київ) — український культурний та громадський діяч, педагог. Швагер Івана Франка.

## Життєпис
Єлисей Купріянович (Кипріянович) Трегубов народився в Полтаві 14 лютого (за іншими даними 14 липня) 1848 р.
Закінчив історико-філологічний факультет Київського університету в 1872 році.Був учителем у школах Глухова, Курська, Сум, викладав російську словесність, історію та географію.
20 серпня 1876 р. одружився з учителькою Антоніною Федорівною Хоружинською в церкві с. Грунівка Суджанського повіту Курської губернії та того ж року переїхав з родиною до Києва.
Протягом 1876—1893 р. викладав географію та історію, а в 1890—1891 рр. був директором Колегії Павла Галагана в Києві. Викладав також у Володимирському кадетському корпусі та Фундуклеївській гімназії.
1893—1898 рр. — інспектор Інституту шляхетних дівчат у Керчі.
Член Київської Старої Громади; співробітник часопису «Кіевская старина» (скарбник, експедитор, коректор).1911 р. вийшов у відставку, а з 1918 р. брав участь у роботі Всеукраїнської академії наук (секція етнографії).
Помер 4 грудня 1920 р. в Києві, похований на Байковому цвинтарі.

## Діяльність в Старій громаді
За словами Г. Житецького, Є. Трегубов був «одним з найкращих діячів Старої Громади — який піввіку стояв біля спільної праці київського гурта, спеціально його органу „Київськой Старіни“». І хоч самому Є. Трегубову належить на сторінках згаданого часопису лише одна замітка, опублікована під псевдонімом «Д-ръ Г.», його організаційна робота, особливо за часів редакторства в «Кіевской Старіне» В.Науменка (1893—1906), є величезною. Фактично він був його співредактором і завідувачем контори. "Людина спокійна, урівноваженого характеру, акуратна, помітлива в ділах громадських, Трегубов усюди, за що брався вносив лад, невтомність праці, незалежно від того чи то були клопоти біля невеликого українського «метелика», чи то були складні заходи з цензурою і виданням «Кобзаря», чи то з'являлась потреба зносин з галицькими громадянами (Є[лисей] К[ипріянович] був швагером(чоловік сестри або брата) Ів. Як. Франка), чи то випадало узятися за тяжке і невдячне керування «конторою» «Київської Старіни», тощо. За часи редагування сього журналу В. П. Науменком Є[лисей] К[ипріянович] був його правою рукою: він перебував і коректором, і експедитором, і скарбником, і навіть «кур'єром» до цензора та до видатних співробітників органу", — так окреслював роль Є. Трегубова у виданні часопису його молодший сучасник і син одного з найдіяльніших співробітників «Кіевской Старіни» Павла Житецького.
Значення Є. Трегубова в розвиткові української видавничої справи останньої чверті ХІХ століття ще належить оцінити. Поряд з О. Кониським він був активним видавничим промоутером між Галичиною і Східною Україною. Завдяки його ініціативам та контактам з галицькими діячами,  в основному з І. Франком, то у Галичині було опубліковано низку творів української літератури, що були заборонені відомими Валуєвським циркуляром (1863) та Емським указом (1876) на території тодішньої Російської імперії, до складу якої входила більша частина українських земель. "Саме він,— підкреслює Л. Чернишенко, — став натхненником і певною мірою організатором публікацій у «Зорі» «Люборацьких» А. Свидницького, співомовок С. Руданського, «Старосвітських батюшок і матушок» І. Нечуя-Левицького, поезій М. Старицького, «Лимерівни» Панаса Мирного". Відомо також, що на час відсутності М. Старицького в Києві (із серпня 1883 р.) Є. Трегубов разом з М. Лисенком опікувався виданням другої книжки альманаху «Рада». Такі блискучі організаційні якості та особиста довіра до Є. Трегубова вочевидь, зумовили і те, що він «якийсь час завідував фінансовими справами» київської Старої Громади. Є.Трегубов був також опікуном талановитої української молоді  надаючи їй прихисток у своєму скромному викладацькому помешканні на вул. Фундуклеївській, 9 та трохи просторішій квартирі на Бібіковському бульварі 31 у «злиденні» 1880-ті-початкові 1890-ті роки. Цей маловідомий, але прикметний для характеристики його як людини факт випливає із замітки Г.Житецького, написаній уже по смерті Є.Трегубова. Цим же пояснюється, на думку автора допису, «чимала пошана до нього і його близьких, вірних товаришів, і української молоді».
Згадуючи про гостювання в Є. Трегубова української молоді, Г. Житецький, очевидно, мав на увазі й І. Франка, адже у своїх спогадах, написаних того ж 1926 р., що й згадана замітка, мемуарист наводить такий прикметний факт: «П. І. Житецький (батько Г.Житецького. — Л. К.) <…> умовився зі своїм громадським приятелем Є. К. Трегубовим про перебування Франка на який час у квартирі Трегубова, що й неважко було здійснити, бо все навантаження гостя був його невеличка валізка, а родина Трегубова не хутко поверталась з літнього відпочинку». Тут, проте, мемуарист, який писав свої спогади через 40 років після тих подій, помилився в датуванні Франкового приїзду до Києва, який і це достеменно відомо — відбувся в лютому 1885 р. Саме «до помешкання Трегубова в колегії П. Галагана, де той учителював і жив» навідався Г.Житецький наступного по Франковому приїзді дня. З тим, щоб провести львівського гостя до помешкання Житецьких «на Львівській вулиці за Сінним майданом» та показати дорогою київські архітектурні пам'ятки. Про те, що Франко гостював у Трегубових під час свого першого приїзду до Києва 1885 р. та жив у них деякий час у квітні 1909 р. згадує й А.Трегубова. Натомість Олександра Хоружинська (Ігнатович), яка на той час разом із сестрою Ольгою мешкала в родині Є.Трегубова, переказувала О.Киричинському, що «ні цього разу, ні взагалі ніколи Франко не спинявся в Трегубова».

## Родинні зв'язки з І. Франком
З родиною українського громадсько-культурного діяча, педагога й видатного діяча Старої Громади Єлисея Трегубова Івана Франка пов'язували не тільки громадські інспірації та видавничі інтереси. У травні 1886 р. І.Франко одружився в Києві з випускницею Харківського інституту шляхетних дівчат та слухачкою Київських вищих жіночих курсів Ольгою Хоружинською, що її свояком і водночас опікуном був Єлисей Трегубов.
За твердженням самого О.Киричинського, І.Франко познайомився зі своєю майбутньою дружиною Ольгою Хоружинською саме «через Трегубова, що був кілька разів у Галичині і, як свідомий українець, не міг не познайомитись із найвизначнішим галицьким поетом». Справді, влітку 1884 р. Є. Трегубов повертався через Львів із закордонної подорожі до Парижа та Женеви, де бачився з М.Драгомановим. Як можна судити з листа Є. Трегубова до М.Драгоманова від 29 червня (за ст. ст.), саме тоді, у Львові, найімовірніше, в редакції часопису «Дђло» й відбулася його перша зустріч і розмова з І.Франком. За згаданим листом можна частково відтворити, що вона точилася довкола видавничих проєктів, для яких відчувався і брак коштів, і брак авторів, і нестача пре нумерації. «<…> Про журналь дуже подумують галичане, — писав Є. Трегубов М. Драгоманову,— просять грошовоі запомоги, пренумерантів, писання, и питав мене Франко, чі Ви бъ давали свои утвори, колибъ цей журналъ заложився. Я сказав Ф-ві, що не було ще такої часописі української, у котру б Ви не давалиб даремно своеі праці, коли ця часопись щира до українського діла и его робітників, що галичане погано роблять, що не тілько не росповідають про Ваши твори між собою, а тимъ і між нами, а навіть ще ганьблять и пишуть доноси. Посліднемъ вони смутилися и казали, що нічого тоді не мали зробити, але тепер нічого такого не буде, доки вони сидять у Львові <…>». Є. Трегубов переконував тоді І.Франка й М. Павлика активніше популяризувати праці М.Драгоманова в галицькій періодиці через рецензії та критичні розбори, визнав слушність дієвішої матеріальної підтримки видань, у яких вони брали участь як співробітники («Дђла», зокрема), внаслідок збільшення передплатників зі Східної України. З-поміж усіх галичан, з якими тоді зустрічався Є. Трегубов у Львові, І Франко та М. Павлик справили на нього найприємніше враження, про що й писав М.Драгоманову.
На думку Л.Чернишенко, знайомство Є.Трегубова й І.Франка відбулося в червні 1884 р.. Проте, оскільки свої листи Є. Трегубов датував за старим стилем, на що вказує попередній лист до М.Драгоманова від 16 червня 1884 р. «по россійському» та дописка до листа від 29 червня 1884 р. «Петра и Павла», то зустріч і знайомство з І. Франком за новим літочисленням, прийнятим нині, слід віднести до 11–12 липня 1884 р.
Не виключено, що по поверненню до Києва своїми враженнями від нових галицьких знайомих Є. Трегубов міг поділитися й у родинному колі. На той час у родині Трегубових мешкали молодші сестри його дружини Антоніни — Олександра та Ольга. Тож на час першого приїзду І.Франка до Києва в лютому 1885 р. сестри Хоружинські були цілком свідомі якого незвичного й почесного гостя з Галичини приймав у себе їхній чоловік і свояк.
За твердженням А.Трегубової, І.Франко в Києві «цілком увійшов у життя нашої сім'ї», відвідував, як і її сестри, щоденні зібрання київської студентської молоді (у В. Науменка, М. Лисенка або Є. Трегубова), що саме тоді укладала літературний альманах «Веселка» (вийшов у Львові 1887 р. за сприяння І.Франка під колективним псевдонімом «Андрій Молодченко»). Власне, безпосередньо в Є.Трегубова Ольгу Хоружинську і могли познайомити з І. Франком. За сімейним переказом, що його наводять Р. Горак та Я. Гнатів, «саме Єлисей Трегубов „звернув увагу“ Івана Франка на Ольгу, коли вона йшла зі своєю старшою сестрою Олександрою, званою в родині Сашею, вниз Фундуклеївською вулицею (нині вул. Б. Хмельницького. — Л. К.) назустріч Івану Франку та Єлисею Купріяновичу. Єлисей Купріянович тоді запитав гостя: „Яку тобі посватати?“, а той показав пальцем на Ольгу: „Ось цю!“». Існує іще одна версія знайомства, яку висловила канадська дослідниця І. Книш: вона гадає, що знайомству І. Франка з його майбутньою дружиною могла посприяти «особиста зустріч з Оленою Пчілкою, що близько жила з Трегубовими <…>». З родиною Косачів Трегубови й надалі підтримували теплі товариські стосунки, гостили в них у Гадячі в Зеленому Гаю влітку 1906 р..
Р. Горак та Я. Гнатів стверджують, що під час свого першого перебування в Києві І. Франко зустрівся з Є. Трегубовим у книгарні «Кіевской старины», яка містилася тоді вул. Безаківській, 14 (нині Симона Петлюри), і той приділив гостеві з Галичини належну увагу — «коли <…> був вільний од своєї щоденної праці, він довго розмовляв з Франком».
Іще з листопада 1884 р. між Є. Трегубовим та І. Франком зав'язалося листування. Якщо листи Є. Трегубова до І. Франка більш-менш збереглися завдяки добрій збереженості архіву письменника (відомо 68 епістол до нього), то листи І. Франка до Є. Трегубова в більшості своїй невідомі. Можливо, знищувалися навмисне або були конфісковані під час обшуків. Адже після другого приїзду «соціаліста» Франка до Києва, як згадує А. Трегубова, Є. Трегубова кілька разів викликали на допити, а біля дверей їхнього помешкання «ще довго після того одсиджувало двоє шпиків». Стосувалося листування переважно літературно-видавничих справ — публікацій у «Зорі», редакторство якої восени 1884 р. мало перейти до І. Франка, творів А. Свидницького, С. Руданського, М. Старицького, Л. Василевської (Дніпрової Чайки) та ін.; видання часопису «Поступ», що його планував заснувати І. Франко у Львові й для матеріальної підтримки якого Є. Трегубов кілька разів (по 100 та 250 рос. руб.) надсилав йому кошти від Старої Громади.
Десь у липні 1885 р. І. Франко звернувся до Є. Трегубова з несподіваним, «делікатнім» проханням — сказати свою думку про Ольгу Хоружинську та посватати її за нього (цей лист письменника не зберігся). Зміст Франкового листа й приблизне його датування виявляється можливим встановити завдяки збереженій відповіді на нього Є. Трегубова, означеній 3-ім серпня 1885 р. Є. Трегубов порадив І. Франкові звернутися в цій справі безпосередньо до самої Ольги, адже, як згадувала пізніше про цей епізод А. Трегубова, «в нас не було звичаю втручатися в таку інтимну справу дорослої людини».
Таке звернення до родичів майбутньої нареченої, оминаючи саму наречену, з проханням її руки було невипадковим — так було заведено в Галичині. Згадаймо, що збираючись одружитися з О. Рошкевич, І. Франко звертався спершу за дозволом до її батька, М. Я. Рошкевича. Невипадковим було й звернення саме до Є. Трегубова, адже за відсутності батьків (О. Хоружинська рано осиротіла) старша сестра та її чоловік були фактично її опікунами. Сама О. Хоружинська в листі до І. Франка від 19 листопада 1885 р. серед найближчої своєї рідні, яку знала, називала тільки родину Є. Трегубова, в якої на той час проживала та дідуся, який мешкав в Одесі. Саме до Є. Трегубова прийшла Ольга спершу радитись, яку відповідь дати І. Франкові на його пропозицію одружитися, а саме з сестрою, А. Трегубовою, Ольга відвідала І. Франка у Львові в лютому 1886 р. з тим щоб «подивитись нареченого в оточенні його звичайного, буденного життя». Можливо, саме Є. Трегубов був на весіллі Франків посадженим батьком Ольги, оскільки дідусь, якого вона хотіла про це просити, не зміг приїхати до Києва. Як же поставилися в родині Трегубова до намагання письменника породичатися з ними? Відомо, що старші сестри Ольги (Антоніна та Олександра) відмовляли її — частково тому, «Франко був з себе не дуже красивий», частково тому, що не вірили, як сестра дасть собі раду і з сім'єю, і з допомогою чоловікові в громадській роботі, та ще й в чужих для неї обставинах. Щодо останнього, сестри мали поважні підстави, адже вочевидь, були свідками Ольжиних сліз від власної літераторської неспроможності, коли вона отримала листа від Н. Кобринської, написаного за порадою І. Франка, із запрошенням узяти участь у жіночому альманасі якоюсь своєю (літературною чи науковою) працею. Єлисея ж Трегубова, який «знав матеріальне становище письменника, оскільки, як і О. Кониський, часто бував у Львові», «знав, як в Галичині ставляться до Франка» та наскільки неможливо буде йому за такого стану речей «забезпечити свою дружину та сім'ю», більше турбувала «квестія матеріальна» цього шлюбу. Саме він напевне і порадив своячці звернутися спершу за дозволом до дідуся І. Федоровського, який значною мірою забезпечував її прожиття в Києві, щоб у разі його незгоди вона не позбулася матеріальної опіки. Між тим, у листах Є. Трегубова до І. Франка «до весільного» періоду — знову переважно йдеться про справи видавничі та літературні.
Приїхавши до Києва на початку травня 1886 р., І. Франко вже не міг зупинитися в родичів нареченої та в будинку, де жила вона сама. З конспіративних міркувань, оскільки за «львівським женихом» (І. Нечуй-Левицький) було організоване стеження, навіть заручини довелося провести в помешканні П. Житецького. Свідок цих подій С. Шелухін писав: «З мотивів обережності відкладено й зібрання наше у Трегубова, бо він як інспектор в Колегії Галагана, де й жив, за зібрання з участю Івана Франка позбавився б перш за все дуже доброї посади». Один з бояринів на весіллі І. Франка як ілюстрацію до своєї тези, що «не так багато часу гаяв молодий вчений на женихання, як на студіювання київських наукових матеріалів», наводить такий факт: «Пам'ятаю, як в тісній квартирі Трегубова всі вже дружки зібралися, прибули й бояри — Киричинський, Крачковський, Гнат Житецький, В. Ігнатович, одяглася й молода до вінця, а молодий затримався в кабінеті хазяїна за переписом якогось цікавого старого вірша, доки йому рішуче не нагадали, що пора й про урочистий час згадати». А. Трегубова згадує, що її чоловік був проти Ольжиної ідеї щоб і гості, і наречений були на весіллі у фраках, проте «не хотів перечити сестрі, що їхала назавжди в чужу сторону», й фраки довелося позичити. Весільний обід відбувся також у господі Трегубових. У цьому ми можемо більше довіряти спогадам А. Трегубової, аніж С. Шелухіна, відсутнього на цьому обіді, який твердив, що «весільне зібрання зробили на загородній прогулянці».
Зі спогадів дружини Є. Трегубова відомо також, що по весільній гостині вони провели молоде подружжя до залізничного вокзалу, а Є. Трегубов ще й встиг, посадивши молодят у вагон, дати своячці кілька напутніх слів. Відтоді обмін листами між Києвом і Львовом почастішав. Дещо інших тональностей — глибших та особистісних — набуває листування Є. Трегубова після від'їзду Ольги з Києва, адже листи переважно адресуються вже подружжю Франків або й самій Ользі Франко, у них чимало побутових подробиць, суто родинних інтонацій.
За посередництвом Є. Трегубова, який близько стояв до редакції «Кіевской Старины», І. Франко налагодив зв'язки з цим часописом. З листа Є. Трегубова до письменника від 10 вересня 1886 р. відомо, що І. Франко переслав через нього рукопис своєї статті тодішньому редакторові Ф. Лебединцеву. Проте через тогочасну кризу у виданні її публікація відклалася. Пізніше, протягом 1888—1889 рр., І. Франко листувався у справі публікації своїх творів на сторінках «Кіевской Старіни» з Олександром Лашкевичем, який на той час був редактором-видавцем часопису. І вже того ж 1888 р., коли справи редакції трохи налагодились, тут починають друкуватися Франкові твори та статті. Хоча ще в лютневому номері «Кіевской Старіни» за 1885 р. з'явилася рецензія на Франкового «Захара Беркута» (Львів, 1884) авторства Василя Горленка.
Саме з Є. Трегубовим І. Франко наважився поділитися своїм «хатнім лихом» — психічною хворобою дружини Ольги Федорівни, яка загострилася під час будівництва власного будинку Франків 1901 р.; саме через нього шукав способів опублікувати в Києві свій об'ємний нарис «Історія української літератури. Часть перша. Від початків українського письменства до Івана Котляревського».
Родина Трегубових неодноразово допомагала Франкам матеріально, надсилаючи кошти або передаючи принагідно через знайомих, котрі їхали до Галичини. Саме «завдяки фінансовій підтримці, організованій Є. Трегубовим», за твердженням Р. Горака та Я. Гнатева, І. Франко «зміг пережити російську окупацію 1914—1915 року і війну загалом». Умови життя письменника під час війни були вкрай скрутними. Про них, зокрема І. Франко оповів у написаному за рік до своєї смерті листі до Є. Трегубова від 27 травня 1915 року. Неодноразово звертався він через доньку Анну, яка від червня 1914 р. перебувала в Києві до Є. Трегубова та В. Ігнатовича з проханням позичити гроші (до 500 руб.), які, за твердженням Г. Житецького були йому надіслані.
Старший на вісім років від І. Франка, Є. Трегубов пережив свого шваґра на чотири з половиною роки.

## Родина
- Дружина — Антоніна Хоружинська. Сестра Ольги Хоружинської, дружини Івана Франка, онука полковника І. С. Федоровського[29], на кошти якого був побудований у 1888 р. в Одесі православний храм Свято-Олексіївська церква. За Радянської влади була зіслана до Сибіру, потім жила і померла у місті Борзна, де і похована.
- Донька — Катерина. У молоді роки брала активну участь у світському житті української молоді Києва. Дружила з Лесею Українкою. За Радянської влади була зіслана з матір'ю до Сибіру, потім жила з нею у Борзні. Після смерті матері жила у місті Біла Церква, де померла і похована.
- Син Володимир закінчив Київський університет за фахом будівельника. Будував корпуси Київського політехнічного інституту, верхній міст через Дніпро. При Радянський владі був заґратований і потім замордований у тюрмі НКВС.
- Син Ілля закінчив Київський університет за фахом лікаря. Працював лікарем-хірургом у містах під Києвом: Сквира, Тараща, Радомишль, Умань, Біла Церква. Помер у Білій Церкві, де і похований.